# 761 до н. е.

## Події
- За приблизними оцінками цього року у Вавилонії міг померти цар Еріба-Мардук, відповідно новим царем мав стати Набу-шум-ішкун.
- За приблизними оцінками цього року у Лідії міг померти напівлегендарний цар Ардіс I, якому міг спадкувати напівлегендарний цар Алліатес I.

### Астрономічні явища
- 25 квітня. Часткове сонячне затемнення.[1]
- 24 травня. Часткове сонячне затемнення.[1]
- 24 жовтня. Часткове сонячне затемнення.[1]

## Померли
- Можливо Еріба-Мардук, вавилонський цар.